# Cane da pastore belga (Malinois)
Il cane da pastore belga Malinois è una delle varietà del pastore belga, una razza canina di cane da pastore riconosciuta dalla FCI (Standard N. 15, Gruppo 1, Sezione 1).
Escludendo lo standard di razza, ha molte caratteristiche in comune con le altre tre varietà: il Groenendael, il Laekenois ed il Tervueren.

## Storia
Il pastore belga deriva da quel ceppo di cani che popolava le zone adibite a pascolo nell'Europa nord-orientale; i suoi progenitori sono quindi i medesimi del pastore tedesco.  Il professor Reul e i suoi collaboratori Bernaert e Van der Snick, studiosi della scuola veterinaria di Cureghen, in Belgio, hanno dato vita alla prima selezione della razza come la conosciamo oggi. Il 29 settembre 1891 venne fondato, a Bruxelles, da un gruppo di appassionati, agricoltori e pastori, il Club du Chien de Berger Belge. Il 15 novembre 1891 riuscirono a riunire, nel primo raduno della razza, un gruppo di un centinaio di cani, sui quali Reul e gli altri cominciarono ad operare la loro selezione. Il 20 marzo 1894 venne depositato il primo standard di razza, che costituì la base per poter iniziarne l'allevamento.
Negli anni a venire tra gli allevatori ci furono notevoli disaccordi, che esistono ancora oggi, su quali fossero le varietà da preferire alle altre, deludendo quindi gli allevatori delle varietà scartate. Quindi, ci furono diverse scissioni dal club ufficiale, che portarono a salvarne alcune, ma, in pratica, crearono molta confusione.
Ancora oggi, al di fuori della FCI, ci sono nazioni che, rispetto allo standard ufficiale delle quattro varietà, ammettono alcune modifiche sia nei colori che nel tipo di pelo, ma, chiaramente queste varietà non prendono premi nelle manifestazioni ufficiali internazionali.
Lo standard attuale è lo Standard FCI N° 15 /22.06.2001/F pubblicato il 13 marzo 2001, rimasto quasi invariato dal 1974, anno in cui sono stati vietati gli accoppiamenti tra varietà diverse, salvo casi particolari con deroga da parte della commissione di allevamento competente.

## Descrizione
La coda è ben piazzata, forte alla base, di lunghezza media. L'unico colore ammesso è il fulvo carbonato con maschera nera. Il pelo è molto corto sulla testa, sulla faccia esterna delle orecchie e sulla parte inferiore degli arti. Corto sul resto del corpo. Più cespuglioso alla coda, intorno al collo, dove disegna un piccolo collare, che nasce alla base delle orecchie e si estende sino alla gola. Inoltre, il bordo delle cosce è frangiato di peli più lunghi. Il pelo sulla coda è a spiga. Gli occhi sono di grandezza media, la forma è leggermente a mandorla, di colore brunazzo, preferibilmente scuro. Le orecchie sono di apparenza nettamente triangolare, rigide e dritte, attaccate alte, di lunghezza proporzionata, conchiglia ben arrotondata alla base. La testa è ben cesellata, lunga senza esagerazione e asciutta. Cranio e muso di uguale lunghezza. Muso di lunghezza media. Canna nasale dritta con assi cranio-facciali paralleli. Labbra di pelle sottile. Guance ben piatte anche se muscolose. Stop moderato, arcate sopracciliari non prominenti. Cranio di lunghezza media

## Carattere
È una razza molto duttile e versatile con grande efficacia nei compiti più svariati: per la guardia, la difesa, come cane da catastrofe, da salvataggio, da macerie, da valanga, pet therapy e, naturalmente, da pastore.
Il pastore Belga è un cane vigile ed attivo, ricco di vitalità, sempre pronto all'azione. 
Ottimo per la guardia delle proprietà e di tutte le cose considerate sotto la sua custodia.
Attaccatissimo al padrone vive per lui, diventandone estremo difensore. 
Il suo temperamento vivo e vigile, unito al suo carattere sicuro, senza alcuna paura, deve sempre apparire dall'atteggiamento del corpo:  coda alta, espressione fiera ed attenta dei suoi occhi brillanti.
Il suo specifico etogramma richiede una mano ferma per una corretta educazione.
Per l'addestramento all'obbedienza e alla difesa occorrono le competenze di un addestratore, in quanto di carattere energico ed impetuoso se non moderato correttamente.
Il Malinois è estremamente intelligente e proprio per questo, se non sapientemente incanalata la sua energia e correttamente gestita, può diventare un cane ingestibile. 
Durante la crescita non sono necessarie cure particolari: è sufficiente alimentarlo con una dieta bilanciata che, per definizione, non richiede alcuna integrazione, specie di sali di calcio. Per quanto riguarda il mantello, esso non richiede grandi cure, essendo a pelo corto, sopporta senza problemi il freddo e il caldo.

## Consigli
Il pastore belga è un cane che può risultare nevrile. Alcuni esemplari appartenenti a linee genetiche selezionate (ipertipo da lavoro) possono manifestare, infatti, atteggiamenti di ipereccitabilità.
Questi esemplari hanno bisogno, più degli altri, di un proprietario che sappia gestire tale etogramma, mostrandosi come stabile riferimento. È dunque importante avere polso fermo, coerenza e procedere ad una buona educazione di base. Si raccomanda anche un corso di educazione ed addestramento, per valorizzare tutte le sue potenzialità. Questo cane è consigliato a persone che vogliono vivere appieno il rapporto con il proprio cane. Sicuramente non adatto a persone senza molta esperienza in campo cinofilo.

## Diffusione
Nel 2020 sono risultati iscritti al libro genealogico dell'ENCI 1090 soggetti. Il Malinois sta comunque rapidamente soppiantando il pastore tedesco nello stesso esercito tedesco, e si sta diffondendo sempre più tra i reparti cinofili dei dipartimenti di polizia statunitensi. La ragione è che la displasia dell'anca e la stenosi della colonna vertebrale affliggono una percentuale minima dei cani di questa razza, che quindi per lo più risultano idonei al lavoro fino ad oltre i dieci anni di età.

## Impiego
- Agility Dog
- Guardia
- Utilità e difesa
- Mondioring
- Fly ball
- Free Style
- Obedience
- Protezione Civile
- Rally- obedience
- Pet therapy